# ディミトリー・メレシュコフスキー

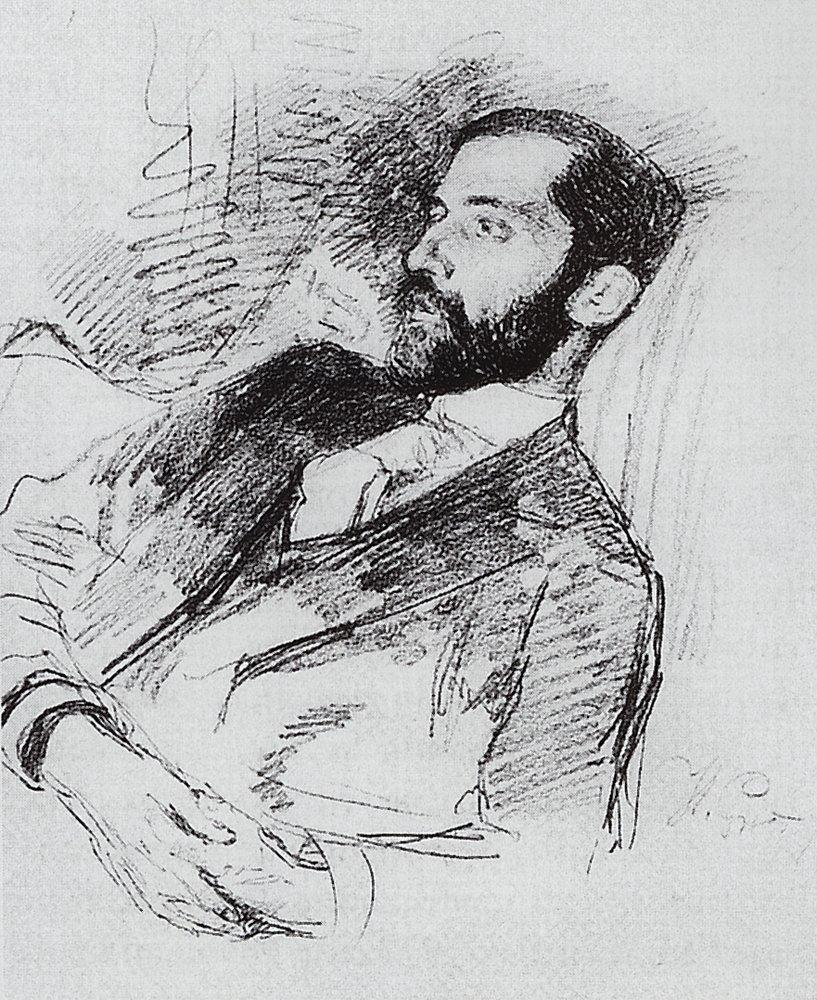
メレシュコフスキー。イリヤ・レーピンによるスケッチ、1900年ごろ

ディミトリー・セルギェーヴィチ・メレシュコフスキー（メレシコフスキー、Дми́трий Серге́евич Мережко́вский; Dmitry Sergeyevich Merezhkovsky, 1866年8月14日 サンクトペテルブルク - 1941年12月9日 パリ) は、ロシア象徴主義草創期の詩人にして、最も著名な思想家である。自分と同じくフリーメイソンであった詩人のジナイーダ・ギッピウスと結婚。ペテルブルクに流行のサロンを開いて「頽廃主義の巣窟」との異名をとった。

## 初期
ロシア宮廷第6代枢密顧問官を父に露都に生まれる。1884年から1889年までペテルブルク大学にて歴史学と哲学を学び、複数の言語に通暁した。モンテーニュにより哲学博士号を取得する。
1888年にカフカス地方のボルジョミにて、ジナイーダ・ギッピウスと出会う。ふたりは翌年1月に結婚し、ペテルブルクに居を構える。ふたりはともに文筆活動によって生計を立て、その後ふたりのサロンは「ロシア文芸銀の時代」の中心地となった。メレシュコフスキーは、評論『現代ロシア文学の衰退と新思潮』（1893年）によって、ロシア象徴主義の基本信条を初めて公言した人物と認められている。
1900年以降のメレシュコフスキーとギッピウスは、ディミトリー・フィロソフォフやワシーリー・ロザノフらと並んで、「ボゴイスカテリ（Богоискатели, Bogoiskateli、神を求める者たち）」という名の新しい信仰覚醒運動を推し進めた。この「霊的キリスト教徒」集団は1903年までに正教会の代表者に会うが、彼らの交流は同年、ロシア正教聖務会院長官のコンスタンチン・ポベドノスツェフによって禁止された。すでにメレシュコフスキーとギッピウスは、1901年にも宗教哲学協会を創設し、広報誌『新しい径（Новыи пут, Novyi put）』を公刊していた。ところがポベドノスツェフの禁圧後に、読者層の大部分が離れてしまったのである。1904年に『新しい径』の刊行が中断されると、メレシュコフスキーらはロシア横断の旅に出て、ヴォルガ河を越えてさまざまな宗教集団の代表の面識を得た。両者はその後も接触を保ち続けた。
メレシュコフスキーは、1894年から1905年にかけて歴史小説三部作を書き上げる。第1作が『神々の死』（1894年、背教者ユリアヌス論）、第2作が『神々の復活』（露語版。仏語版と英語版は『レオナルド・ダ・ヴィンチ』。1896年）、第3作が『ピョートル大帝と皇太子アレクセイ』（1902年）である。これら三部作は、メレシュコフスキーの博識を物語ってはいるのだが、地下出版の雑誌『解放（Освобождение, Osvobozhdenie）』より嘲るような非難を受けた。

## 1905年の衝撃

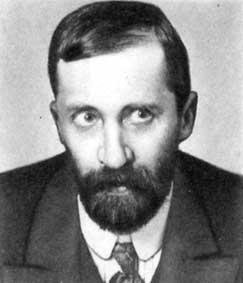

ロシア帝国海軍が大日本帝國海軍に敗北したのが引き金となり、1905年革命が発生した。これをメレシュコフスキーは、信仰改革の前触れとなる宗教的な出来事と見て、自分こそはその預言者であると言い出した。とりわけパリ滞在中の2年間に内乱の熱烈な支持者となり、革命についての詩をふんだんに書いている。
『新しい径』の元・編集主幹ゲオールギイ・チュルコフがニコライ・リャブシンスキーの『金羊毛（Золотое руно, Zolotoe runo）』の編集に復帰している頃、アレクサンドル・ブロークは同誌にメレシュコフスキーの「心理学的な急進主義」への批判を寄せていた。メレシュコフスキーは最早チュルコフの雑誌に素材を提供してはいなかった。その紙面はだんだんと――ある程度まではチュルコフの形而上学的な見方に基づいて――チュルコフの「神秘主義的アナキズム」の広報誌と化していたからであった。
その後の著作に、『皇帝パヴェル』（1908年）、『ロシア皇帝アレクサンドル1世』（1911年）、『デカブリスト』（1918年）がある。メレシュコフスキーの哲学史観は、『キリストと反キリスト』（1895年～1905年）と『反キリストの王国』（1922年）に集約される。批評文の中では、研究書『トルストイとドストエフスキー』（1902年）が最も名高い。
十月革命の後でメレシュコフスキーは再びパリに落ち延び、その地で仮借のないボルシェヴィキ非難を続けた。社会革命党のボリス・サヴィンコフが2～3万の（主に俘虜からなる）ロシア兵を率いてモスクワに進軍する際、メレシュコフスキーは、妻のギッピウスとともにサヴィンコフとポーランドで合流し、ピウスツキがロシアを解放するための救世主的な使命を全うしてくれようと宣言した。
メレシュコフスキーは1914年～1915年、1930年～1937年、計10回ノーベル文学賞候補にノミネートされたにもかかわらず、ヒトラー支持の姿勢のため、ついに受賞に至らなかった。

## 著書
- 『The Death of the Gods. Julian the Apostate』
  - 『ジュリアンの最後』島村盛助訳 帝国文学 1910
  - 『神々の死』メレシュコウスキー 松本雲舟訳 昭文堂 1911
  - 『基督と反基督 1 神々の死』メレジユコーフスキイ 米川正夫訳 世界文芸全集 新潮社 1921　のち新潮文庫　
  - 『背教者ジュリアノ』メレジユコゥフスキイ 船田享二訳述 春陽堂 1924
  - 『背教者ユリアヌス 神々の死』メレシコーフスキイ 米川正夫訳 河出書房新社 1986
- 『ドストイエフスキイ論』メレジコフスキイ原作 葛西又次郎編 アカギ叢書 1914
- 『人間としてのトルストイ』メレジコウスキー 桂井当之助訳 南北社 1914
- 『人及芸術家としてのトルストイ並にドストイエフスキー』メレジユコーフスキー 森田草平・安倍能成訳 玄黄社 1914
- 『先覚』メレジュコーフスキイ 戸川秋骨訳 国民文庫刊行会 泰西名著文庫 1915
  - 『先駆者』メレジコウスキイ 谷崎精二訳 早稲田大学出版部 1916　のち旺文社文庫
- 『基督と反基督 2 神々の復活』メレジユコーフスキイ 米川正夫訳 世界文芸全集 新潮社 1921-22　
  - 『神々の復活 レオナルド・ダ・ヴィンチ』岩波文庫　『レオナルド・ダ・ヴィンチ 神々の復活』河出書房新社 1987
- 『パーヴェル一世』メレジュコーフスキイ 米川正夫訳 叢文閣 1921
- 『ピイタアとアレキシス』メレジユコフスキ 柳田泉訳 杜翁全集刊行会 1922
- 『トルストイとドストエーフスキイ』メレジユコーフスキイ 昇曙夢訳 東京堂書店 1924
  - 『トルストイとドストエフスキイ 宗教思想篇』メレジコフスキイ 香島次郎訳 朱雀書林 1942
  - 『宗教家としてのトルストイとドストイヱーフスキー』メレジコーフスキー 三宅賢訳 春秋社 1926
- 『露西亜革命の予言者 文芸論集』メレジコーフスキイ 山内封介訳 第一書房 1929
- 『知られざる基督』メレジュコフスキイ 賀川豊彦・熱田俊貞訳 厚生閣恒星社 1937
- 『永遠の伴侶』メレシュコフスキイ 中山省三郎訳 小山書店 1940-41
- 『ナポレオン』メレジコーフスキイ 米川正夫訳 東晃社 1944　のち創元文庫
- 『ミケランジェロ』メレジコーフスキイ 黒田辰男訳 太陽出版社 1944
- 『永遠の伴侶 作家論』メレシュコフスキイ 中山省三郎訳 木馬社 1951-52
- 『トルストイとドストイェーフスキイ 宗教思想篇』メレジュコーフスキイ 三宅賢訳 パンセ書院 1953
- 『ナポレオン伝』メレジコフスキー 平野威馬雄訳 北田卓史絵 実業之日本社 少年少女世界の本 1957
- 『トルストイとドストイェーフスキー』メレシコフスキー 植野修司訳 雄渾社 1968-70 メレシコフスキー選書
- 『来たるべき賤民』メレシコフスキー 植野修司訳 雄渾社 1970 メレシコフスキー選書
- 『平和にあらず剣なり』メレシコフスキー 植野修司訳 雄渾社 1970 メレシコフスキー選書
- 『ピョートル大帝 反キリスト』メレシコーフキスイ 米川哲夫訳 河出書房新社 1987
- 『ダ・ヴィンチ物語』ドミートリー・メレシコフスキー 山田美明・松永りえ共訳 英知出版 2006

## 註
1. ↑  『メレシコフスキー』 - コトバンク
2. ↑  Nomination Database The Nomination Database for the Nobel Prize in Literature, 1901-1950